# Adrián Navarro
Adrián Navarro (24 de octubre de 1969) es un actor de Argentina, Saltó a la fama durante el año 2006 por su participación en Montecristo, tomando el papel de Federico Solano4 y durante el año 2008 interpretó al villano Dante Mansilla en la telenovela Vidas robadas.

## Biografía
Adrián Navarro nació el 24 de octubre de 1969 en Laferrere, La Matanza, Buenos Aires, es hijo mayor de una ama de casa y su padre es chofer. Hasta los siete años vivió en La Matanza, en el barrio Oro Verde. Empezó a estudiar teatro a los 14 años.

## Carrera
Comenzó haciendo pequeños papeles.
En 2004 era mozo en El Social Paraíso, en Palermo, y a los tres meses fue elegido para Ay, Juancito, fue protagonista de la película basada en el hermano de Eva Perón, Juan Duarte.
Saltó a la fama durante el año 2006 por su participación en Montecristo, tomando el papel de Federico Solano y durante el año 2008 interpretó al villano Dante Mansilla en la telenovela Vidas robadas.
Durante la mayor parte de su carrera interpretó personajes fuertes.
En 2012, interpretó a Bruno Diaz Pujol en la telenovela de Pol-ka, Lobo.

## Trayectoria

### Televisión
| Año       | Título                        | Canal           | Personaje                                      |
| --------- | ----------------------------- | --------------- | ---------------------------------------------- |
| 1994      | Alta comedia                  | Canal 9         |                                                |
| 1994      | Sin condena                   | Canal 9         | Ep: "El caso Malvinas"                         |
| 1995      | Mi cuñado                     | Telefe          |                                                |
| 1999-2000 | Buenos vecinos                | Telefe          |                                                |
| 2000      | Por ese palpitar              | América TV      |                                                |
| 2001      | Luna salvaje                  | Telefe          |                                                |
| 2001      | 22, el loco                   | Canal 13        |                                                |
| 2001      | Yago, pasión morena           | Telefe          | Padre Emilio                                   |
| 2002      | Franco Buenaventura, el profe | Telefe          |                                                |
| 2002      | Máximo corazón                | Telefe          |                                                |
| 2002      | Son amores                    | Telefe          | Licenciado Cao                                 |
| 2003      | Malandras                     | Canal 9         |                                                |
| 2003      | Ensayos                       | Canal 7         | Ep: "La cuestión"                              |
| 2003      | El Funeral                    | México          |                                                |
| 2003      | Proyecto 48                   | TNT             | Actor                                          |
| 2004      | Ciclo de terror               | Canal 7         | Ep: "Una noche de espanto"                     |
| 2004      | Culpable de este amor         | Telefe          | Franco Galván                                  |
| 2005      | Casa abandonada               | Infinito        |                                                |
| 2005      | Doble vida                    | América TV      | Rafael                                         |
| 2005      | Numeral 15                    | Telefe          | Ep: "Ringtones"                                |
| 2006      | Montecristo                   | Telefe          | Federico Solano                                |
| 2007      | Los cuentos de Fontanarrosa   | Canal 7         | Ep: "El sordo"                                 |
| 2007      | La ley del amor               | Telefe          | Eduardo Goicochea                              |
| 2008      | Vidas Robadas                 | Telefe          | Dante Mansilla                                 |
| 2009      | Botineras                     | Telefe          | Andrés Capa                                    |
| 2010      | Secretos de amor              | Telefe          | Manuel                                         |
| 2010      | Herencia de amor              | Telefe          | Ignacio La Torre "Nacho"                       |
| 2011      | Maltratadas                   | América TV      | Ep: "Qué divino"                               |
| 2011      | Historias de la primera vez   | América TV      | Ep: "La primera vez con un hombre"             |
| 2011      | Tiempo de pensar              | TV Pública      | Mario                                          |
| 2012      | Lobo                          | Canal 13        | Bruno Díaz Pujol                               |
| 2012      | La defensora                  | TV Pública      | Ignacio                                        |
| 2012      | Historia clínica              | Telefe          | Eps: "Horacio Quiroga"/"Alfonsina Storni"      |
| 2013      | Inconsciente colectivo        | TV Pública      | Adrián Alberti/Joaquín Vázquez                 |
| 2014      | ¿Quién mató al Bebe Uriarte?  | TV Pública      | Juan Moya "Juancho"                            |
| 2014      | La celebración                | Telefe          | Lautaro (Ep. Navidad)/Federico (Ep. Egresados) |
| 2014      | El legado                     | Canal 9         | Wilson                                         |
| 2014      | Camino Al Amor                | Telefe          | Padre Manuel                                   |
| 2014-2015 | La misión                     | Canal Acequia   | Ezequiel Inviatto                              |
| 2015      | 4 reinas                      | TV Pública      | Tony                                           |
| 2015-2016 | El asesor                     | 360TV           | Alberto González                               |
| 2016      | Los ricos no piden permiso    | Canal 13        | Ulises Mendizabal                              |
| 2016-2019 | El Marginal                   | TV Pública      | Gastón                                         |
| 2018      | Rizhoma Hotel                 | Telefe          | Tumba                                          |
| 2019      | Campanas en la noche          | Telefe          | Nelson Amarante                                |
| 2019      | La otra cara de Rita          | Mi Telefe (web) | Nelson Amarante                                |
| 2021      | Ana Tramel. El juego          | TVE             | Hans Anderman                                  |

### Cine
- 2003 - Proyecto 48.
- 2003 - Ay, Juancito - Juan Duarte.
- 2004 - Hermanas - Sebastián Morini.
- 2004 - El amor y la ciudad - Sebastian.
- 2005 - Solos - Luis.
- 2007 - Ciudad en celo - Marcos.
- 2007 - Que parezca un accidente - Horacio.
- 2007 - La revolución es un sueño eterno - Mariano Moreno.
- 2008 - El cine de Maite - Gabriel.
- 2009 - Las viudas de los jueves - Guardia.
- 2011 - El secreto de Lucía - Pedro.
- 2011 - Medianeras - Lucas.
- 2011 - El derrotado - Julio.
- 2011 - La patria equivocada - Federico López.
- 2013 - La deuda - Emanuel.
- 2013 - El secreto de Lucía - Pedro.
- 2016 - Resurrección.
- 2017- Los últimos románticos.
- 2017- Anida y el circo flotante ...voz
- 2018- Deja la luz prendida.
- 2020- La casa de palos.

### Teatro
1. 1992 a 1993 - Match de improvisaciones
2. 1995 - Somos así
3. 1996 - El silencio
4. 1997 a 1998 - Historias exageradas
5. 1998 - La parte
6. 1999 a 2001 - Grupo de trabajo y experimentación teatral
7. 2001 - Incompletos
8. 2001 a 2002 - La Pecera
9. 2009 - Tres viejas plumas
10. 2010 - Por tu padre[6]
11. 2011 - Jardín de otoño
12. 2013 - Otros de Nosotros
13. 2014/ 2015 - Roto
14. 2015/ 2016 - Los 39 Escalones
15. 2017 - La momia

## Premios y nominaciones
- Premio Clarín Espectáculos (2004) Revelación Masculina
- Premio Mejor Actor (2004) en el Festival Internacional de Cine del El Cairo
- Premio Cóndor de Plata (2005) Revelación Masculina

### Nominaciones
- Martín Fierro 2008: Actor de reparto en drama[7]
- Premio Nuevas Miradas en la TV 2014: Mejor actor[8]